# Lenka Vrtišková Nejezchlebová
Lenka Vrtišková Nejezchlebová (* 30. července 1978) je česká novinářka a popularizátorka vědy. Věnuje se především rozhovorům s osobnostmi z vědy, kultury a veřejného života.

## Studium a kariéra
Vystudovala žurnalistiku a mediální studia na Fakultě sociálních věd Univerzity Karlovy. (Diplomová práce „Sex v soudobé mediální komunikaci“ vyšla o čtyři roky později knižně.)

Během studií, roku 2001, začala pracovat v Pátku (příloze Lidových novin), později v redakci iDNES.cz a v reportérském oddělení a magazínech Mladé fronty DNES.

Od roku 2009 byla redaktorkou časopisu Týden, v roce 2016 se osamostatnila a psala pro několik časopisů.
Od roku 2018 je kmenovou autorkou Deníku N.
Je autorkou desetidílného audiopořadu s osobnostmi české vědy Audioskop (2021), kterým také společně s Martinem Myšičkou provází.. Tento pořad získal druhé místo v ceně Audiokniha roku 2021, v kategorii Mluvené slovo mimo kategorie.

## Osobní život
Po dětství prožitém v Blansku a dospívání (na střední hotelové škole) ve Velkém Meziříčí se přestěhovala do Prahy.

Její manžel je Ondřej Vrtiška, současný šéfredaktor časopisu Vesmír. Mají spolu dvě děti.

## Ocenění
- Novinářská cena 2014 (nominace „Nejlepší rozhovor“ v kategorii psaná žurnalistika – rozhovor se zoologem Danielem Fryntou O hadech, myších a lidech, časopis Týden)[13]
- Novinářská cena 2017, „Nejlepší rozhovor“ v kategorii psaná žurnalistika.[1][7][8]
- Audiokniha roku 2021, 2. místo - mluvené slovo mimo kategorie - za Audioskop.[14][12]

## Vybrané publikace
- Sex v reklamě. Vyd. 1. Liberec: Bor, 2010. 158 s. ISBN 9788086807881
- Trojboj s draky: Tomáš Slavata, náhradní táta, triatlonista a filantrop. Grada Publishing a.s., 2018. 160 s. ISBN 978-80-247-2499-7
- Živly české vědy. N Media, a.s., 2020. 416 s. ISBN 978-80-907652-9-0. (spolu s A. Skoupou, P. Koubským a F. Titlbachem)
- Zvířata v éře lidí. N Media, a.s., 2024. 304 S. ISBN 978-80-88433-56-9